# تسیلسهاوزن
تسیلسهاوزن (به آلمانی: Zilshausen) یک شهر در آلمان است که در Kastellaun واقع شده‌است. تسیلسهاوزن ۳۲۶ نفر جمعیت دارد.